# Consolida phrygia
Consolida phrygia är en ranunkelväxtart. Consolida phrygia ingår i släktet åkerriddarsporrar, och familjen ranunkelväxter.

## Underarter
Arten delas in i följande underarter:
- C. p. phrygia
- C. p. thessalonica